# Kuwu (Dempet)
Kuwu is een bestuurslaag in het regentschap Demak van de provincie Midden-Java, Indonesië. Kuwu telt 2799 inwoners (volkstelling 2010).